# Claudio Sabelli Fioretti

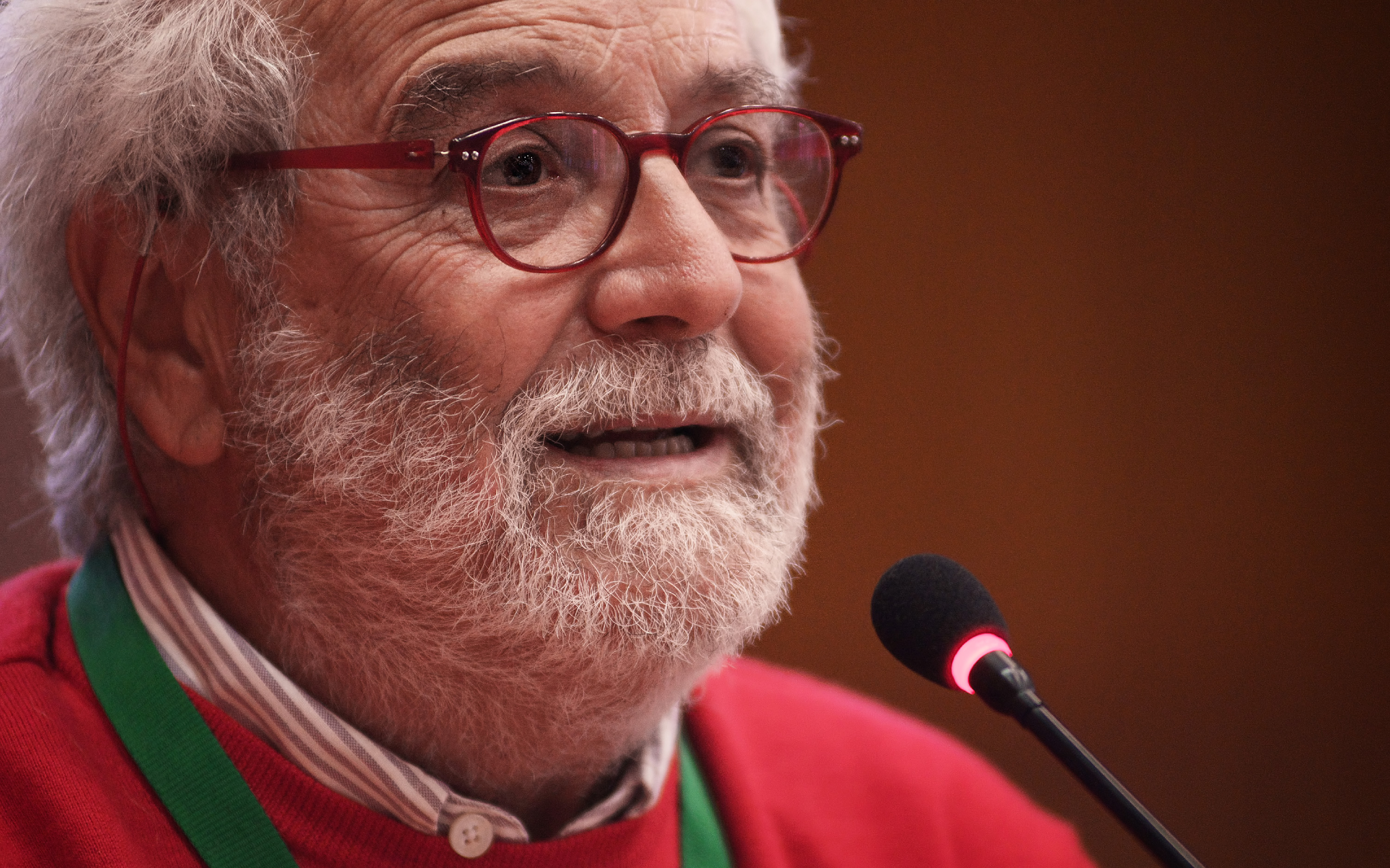
Claudio Sabelli Fioretti al Festival delle Radio Universitarie Italiane 2017.

Claudio Sabelli Fioretti (Vetralla, 18 aprile 1944) è un giornalista, scrittore e conduttore radiofonico italiano.

## Biografia
Nato a Vetralla, in provincia di Viterbo, figlio del giornalista sportivo d'inizio Novecento Giuseppe Sabelli Fioretti, dopo aver frequentato il liceo classico Tito Lucrezio Caro di Roma, s'iscrive alla facoltà di scienze politiche presso l'università La Sapienza, che tuttavia abbandona per dedicarsi al giornalismo. 
Inizialmente, nei primi anni sessanta, scrive di sport su una piccola testata del Lazio, Selesport. Si trasferisce poi a Milano, dove lavora per un settimanale di sport invernali, Nevesport. Nel 1968 è assunto a Panorama dal direttore Lamberto Sechi. Comincia la sua carriera da professionista, che lo porta a dirigere ABC (dal 1974), Panorama Mese, Sette, Cuore e Gente Viaggi.
Nel 1997 ha tentato il lancio del mensile di satira Zapata, 'giornale di chi non si dà pace' come prosecuzione dell'esperienza di Cuore chiuso l'anno prima.
Dopo aver lavorato a La Repubblica, Tempo illustrato, L'Europeo e Il Secolo XIX, dal 1999 inizia il suo rapporto lavorativo con il Corriere della Sera che lo porterà a curare le interviste del settimanale Corriere della Sera Magazine, per passare poi a La Stampa.
Editorialista di Io donna, Sabelli Fioretti ha anche scritto molti libri tra i quali: Spadolini, il potere della volontà (1983, biografia dell'uomo politico Giovanni Spadolini); C'era una volta la provincia (1991, in forma di saggio); Gigliola Guerinoni (1993, sul caso giudiziario della "Mantide di Cairo Montenotte"); Dimmi, Dammi, Fammi (2000, sul rapporto tra uomini e donne), Voltagabbana (2004, sui personaggi che cambiano spesso idea in politica), "La mia vita è come un blog", "Grillini" (libro intervista), "Cossiga" (libro intervista), "Bondi" (libro intervista), "Travaglio" (libro intervista), "Mogol" (libro intervista) e "A piedi" insieme a Giorgio Lauro, sul loro viaggio a piedi da Masetti di Lavarone a Cura di Vetralla. Inoltre ha scritto, per Chiarelettere, "Stelle bastarde" e "L'oroscopo bastardo 2013".
Nel 2004 ha realizzato per Rai 3 "Startrekking", sei puntate di interviste ad attrici e cantanti passeggiando sulle montagne delle Dolomiti insieme a Filippo Solibello. Dal 2009 al 2015 ha condotto su Radio 2 Rai, con Giorgio Lauro, la trasmissione "Un giorno da pecora". Nel corso del programma il duo intervistava in modo ironico vari personaggi politici e dello spettacolo italiani. Ospite frequente della prima edizione del programma fu il Presidente emerito della Repubblica Italiana Francesco Cossiga indicato nella trasmissione come dee jay "K"; inoltre la trasmissione si avvale della "consulenza" del mago Otelma, al quale viene chiesto di svelare il (presunto) futuro politico-professionale dell'ospite di turno. Dal 2016 conduce su Radio 2 Rai  "MeAnzianoYouTuberS", insieme a Claudio Di Biagio e Federico Bernocchi, programma sullo scontro generazionale. Nel 2010 ha partecipato alla seconda edizione del reality di Italia 1 La pupa e il secchione in quanto parte della giuria.
Dal 18 dicembre 2015 collabora a il Fatto Quotidiano. Dall'ottobre 2017 al giugno 2018 ha condotto, insieme a Nicoletta Simeone ed Adriano Panatta la trasmissione Tre di Cuori su Radio Uno, programma sull'amore, sui sentimenti e sulle lettere del cuore. Nello stesso periodo, e sullo stesso canale, insieme a Giorgio Lauro, ha condotto "Senza Titolo", una rassegna stampa satirica.